# 北大阪福祉専門学校
北大阪福祉専門学校（きたおおさかふくしせんもんがっこう）とは、大阪市都島区にある専修学校。学校法人トモエ学園が運営する。

## 沿革
- 1997年 開校

## 学科
- 介護福祉学科

1学年の人数は約40人。

## 所在地
- 〒534-0024 大阪市都島区東野田町4丁目2番7号

最寄り駅は、京橋駅